# Filmaffiche

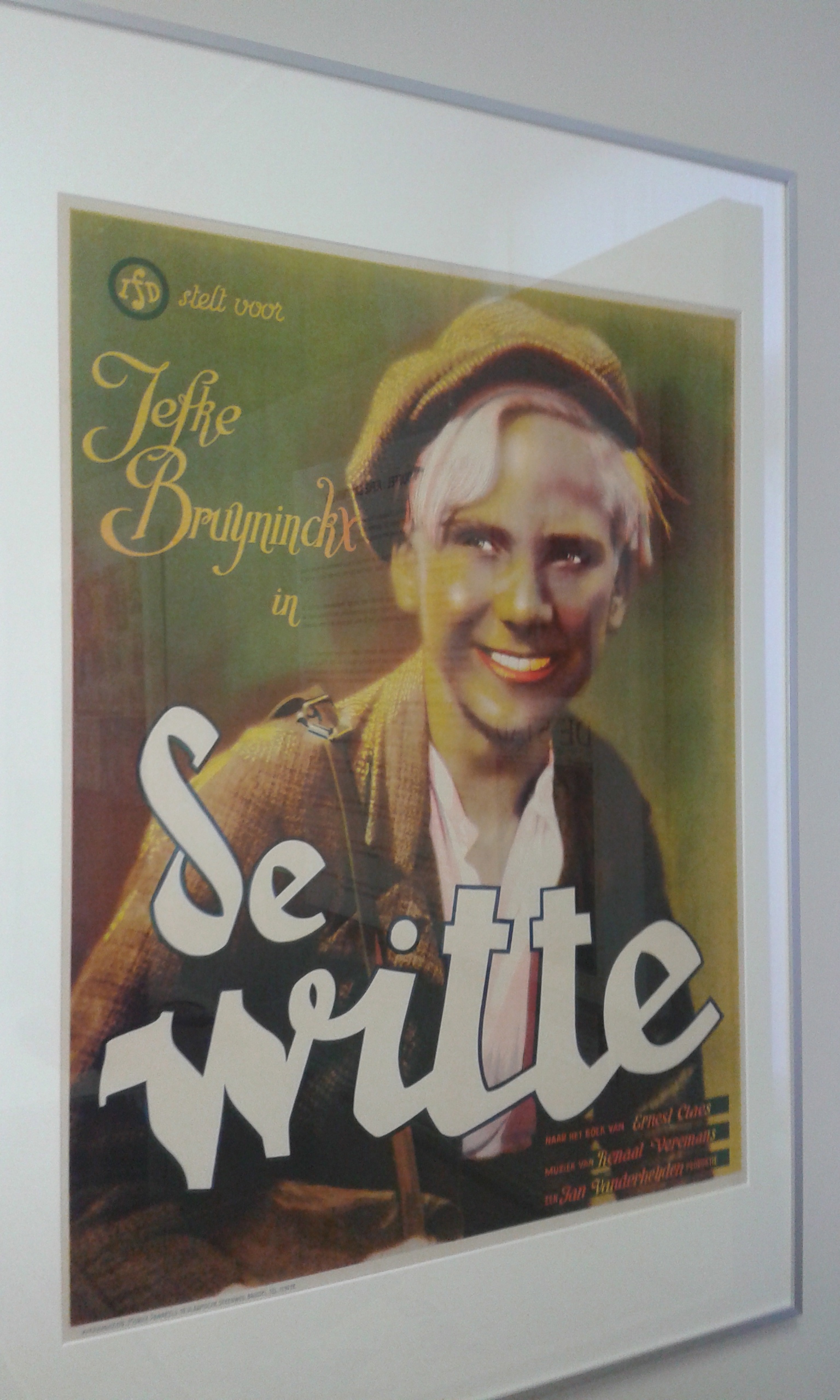
Filmaffiche voor De Witte in het Gemeentelijk museum 'Het Gasthuis' te Duffel (1934).

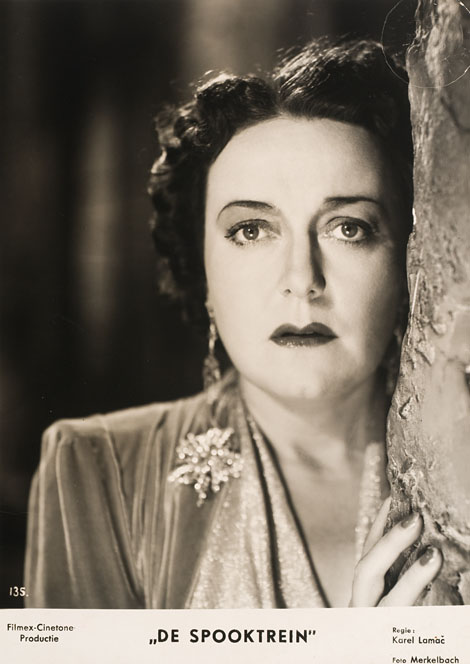
Nederlands actrice en cabaretière Fien de la Mar op de poster van de vooroorlogse film De spooktrein (1939).

Een filmaffiche is een speciaal soort reclameaffiche die gebruikt wordt in de filmindustrie ter promotie van een film of televisieserie. Filmaffiches komt men ten overvloede tegen bij de bioscoop en het filmhuis, waar ze opgehangen worden met informatie over de premièredatum van nog komende films, en om te laten zien welke films er op dat moment draaien. Ook kan men filmaffiches tegenkomen bij de videotheek. Ook hangen ze vaak in abri's bij bus- of tramhaltes, met name die in de buurt van bioscopen of filmhuizen.

## Geschiedenis
Vanaf 1940 tot 1984 was de productie van filmaffiches in de Verenigde Staten in handen van de NSS, de National Screen Service. Deze maakten de affiches en distribueerden ze naar de bioscopen samen met de films. Als de bioscoop de film niet meer draaide werd het affiche ook geretourneerd naar deze instelling, zodat ze hergebruikt kon worden. Een bioscoopfilm draaide destijds nog meerdere jaren, en ook de filmaffiches waren na deze verschillende gebruikscycli vaak versleten, en werden weggegooid. Affiches van die tijd zijn voor de handelaar vaak veel geld waard. Vanaf 1980 is de productie van de affiches langzaam gedecentraliseerd, en nam de vraag naar de affiches van de NSS af. Tegenwoordig worden de affiches dan ook niet meer hergebruikt, en komen ze nadat ze in de bioscopen hebben gehangen vaak bij de fans terecht.

## Esthetische waarde
Hoewel filmaffiches in eerste instantie op de markt worden gebracht ter promotie van de film, bestaat er ook een levendige handel in filmaffiches puur om de esthetische waarde. Vaak zijn de affiches bedacht en gemaakt door kunstenaars, en zijn de affiches dan ook ware kunstwerken. Hiervoor is ook de TV Krant Filmposter Award in het leven geroepen, die elk jaar het mooiste affiche van de Nederlandse afdelingen van internationale filmmaatschappijen uitkiest.
Een filmaffiche kan natuurlijk ook gewoon opgehangen worden om een bepaald imago uit te stralen, dit gebeurt vaker bij cultfilms als Pulp Fiction of The Big Lebowski, of bij films met een verbeterend karakter (bijvoorbeeld An Inconvenient Truth).

## Calicot
Tot de jaren '70 hingen boven de ingang aan de voorgevel van de bioscoop vaak levensgrote met de hand geschilderde reclamepanelen of doeken, de zogenaamde calicots. Deze kleurrijke, met spots belichte uitbeeldingen van filmscènes, te vergelijken met de kleinere filmaffiches, dienden als een baken van licht om in de donkere straten voorbijgangers naar binnen te lokken. Doordat de calicots telkens werden overschilderd als er een nieuwe film uitkwam, zijn exemplaren van deze vorm van wegwerpkunst nog maar zelden terug te vinden.De calicot is genoemd naar de naam van een witte, oorspronkelijk in Calcutta vervaardigde katoenen stof.